# Agave avellanidens
Agave avellanidens är en sparrisväxtart som beskrevs av William Trelease. Agave avellanidens ingår i släktet Agave och familjen sparrisväxter. Inga underarter finns listade i Catalogue of Life.